# Пиволей Мажирепей
Пиволей Мажирепей (на английски: Barliman Butterbur) е герой от книгата на Джон Роналд Руел Толкин — „Властелинът на пръстените“.
Пиволей е ханджия на хана „Скокливото пони“ в Брее, като там посреща четиримата хобита от Задругата на пръстена (Сам, Фродо, Пипин и Мери). Пиволей е добър приятел на Гандалф.
Пиволей Мажирепей е не много висок и доста пълен човек, с плешива глава и гъсти мустаци.